# Rolling Release
Rolling Release (englisch, aus to roll ‚rollen‘ und release ‚Veröffentlichung‘; sinngemäß „laufende Aktualisierung“) ist ein Begriff aus der Softwaretechnik im Bereich der Betriebssysteme und bedeutet, dass eine kontinuierliche Softwareentwicklung vorliegt. Bei einem Betriebssystem, das das Rolling-Release-Prinzip anwendet, gibt es keine Betriebssystem-Versionen, bei denen bei einem Versions-Upgrade eine große Menge an Software auf einmal aktualisiert wird. Die einzelnen Software-Pakete werden vielmehr immerfort aktualisiert. Dies schließt sogenannte Releases, also Veröffentlichungen des Betriebssystems, aber nicht aus; im Gegensatz zu einem Betriebssystem ohne Rolling Releases sind die Veröffentlichungen jedoch keine Versionen, sondern sogenannte Snapshots, das heißt eine Kopie aller im Moment im Repository liegenden Software-Versionen. Diese Snapshots dienen meistens als Installations-Medien.
Das Gegenteil von Rolling Releases wird auch als static update model bezeichnet.

## Verwendung
Der Begriff Rolling Release ist häufig im Bereich GNU/Linux anzutreffen. So benutzen beispielsweise die GNU/Linux-Distributionen Arch, Manjaro, Kali Linux, Void Linux, Gentoo, Paldo, PCLinuxOS, Sabayon, Ubuntu Touch, der „Tumbleweed“ genannte Zweig von openSUSE und siduction die Rolling-Release-Technik. 
Die Entwicklerzweige (Development Branches) der GNU/Linux-Distributionen Debian (genannt unstable bzw. sid und testing), Fedora (genannt Rawhide), Mandriva (genannt Cooker) und Slackware (genannt current) verwenden ebenfalls ein Rolling-Release-Prinzip, das sich jedoch von den oben genannten Distributionen leicht unterscheidet: Im Laufe der Entwicklung des Betriebssystems wird der Entwicklerzweig „eingefroren“ (sogenanntes Freeze-Stadium). Danach werden meist keine Software-Pakete mehr aktualisiert, sondern nur noch Fehler an diesen beseitigt. Sobald der Entwicklerzweig keine Fehler mehr enthält, die eine Veröffentlichung des Betriebssystems verhindern würden (sogenannte release critical bugs), wird der Entwicklerzweig als stabile Version veröffentlicht. Dabei verliert der Entwicklerzweig das Freeze-Stadium und die einzelnen Software-Pakete werden wieder wie vorher kontinuierlich aktualisiert.